# Lista de prêmios e indicações recebidos por Bebe Rexha
A lista de prêmios e indicações recebidos por Bebe Rexha. Rexha ganhou 21 prêmios de 62 indicações.

## Academy of Country Music Awards
| Ano  | Indicação                                                                             | Categoria                 | Resultado | Ref.  |
| ---- | ------------------------------------------------------------------------------------- | ------------------------- | --------- | ----- |
| 2019 | "Meant to Be" (with Florida Georgia Line)                                             | Single of the Year        | Indicado  | [ 1 ] |
| 2019 | "Meant to Be" (with Florida Georgia Line)                                             | Musical Event of the Year | Indicado  | [ 1 ] |
| 2019 | "Meant to Be" (with Florida Georgia Line, David Garcia, Tyler Hubbard, Joshua Miller) | Song of the Year          | Indicado  | [ 1 ] |

## American Music Awards
| Ano  | Indicação                                 | Categoria                 | Resultado | Ref.  |
| ---- | ----------------------------------------- | ------------------------- | --------- | ----- |
| 2018 | "Meant to Be" (with Florida Georgia Line) | Collaboration of the Year | Indicado  | [ 2 ] |
| 2018 | "Meant to Be" (with Florida Georgia Line) | Favorite Country Song     | Indicado  | [ 2 ] |

## ASCAP Awards

### ASCAP London Music Awards
| Ano  | Indicação                      | Categoria            | Resultado | Ref.  |
| ---- | ------------------------------ | -------------------- | --------- | ----- |
| 2017 | "Me, Myself & I" (with G-Eazy) | Winning Hot 100 Song | Venceu    | [ 3 ] |
| 2017 | "Me, Myself & I" (with G-Eazy) | Winning Digital Song | Venceu    | [ 3 ] |

### ASCAP Pop Music Awards
| Ano  | Indicação                      | Categoria    | Resultado | Ref.  |
| ---- | ------------------------------ | ------------ | --------- | ----- |
| 2017 | "Me, Myself & I" (with G-Eazy) | Winning Song | Venceu    | [ 4 ] |

## BillboardMusic Awards
| Ano  | Indicação                                                | Categoria                 | Resultado | Ref.  |
| ---- | -------------------------------------------------------- | ------------------------- | --------- | ----- |
| 2016 | "Hey Mama" (with David Guetta, Nicki Minaj and Afrojack) | Top Dance/Electronic Song | Indicado  | [ 5 ] |
| 2018 | "Meant to Be" (with Florida Georgia Line)                | Top Country Song          | Indicado  | [ 6 ] |
| 2019 | "Meant to Be" (with Florida Georgia Line)                | Top Country Song          | Venceu    | [ 7 ] |
| 2019 | "Meant to Be" (with Florida Georgia Line)                | Top Radio Song            | Indicado  | [ 7 ] |

## BMI Awards

### BMI London Awards
| Ano  | Indicação                                                | Categoria           | Resultado | Ref.  |
| ---- | -------------------------------------------------------- | ------------------- | --------- | ----- |
| 2016 | "Hey Mama" (with David Guetta, Nicki Minaj and Afrojack) | Award-Winning Songs | Venceu    | [ 8 ] |
| 2016 | "Hey Mama" (with David Guetta, Nicki Minaj and Afrojack) | Dance Song Award    | Venceu    | [ 8 ] |
| 2017 | "Me, Myself & I" (with G-Eazy)                           | Award-Winning Songs | Venceu    | [ 9 ] |

### BMI Pop Awards
| Ano  | Indicação                                                | Categoria    | Resultado | Ref.   |
| ---- | -------------------------------------------------------- | ------------ | --------- | ------ |
| 2016 | "Hey Mama" (with David Guetta, Nicki Minaj and Afrojack) | Winning Song | Venceu    | [ 10 ] |
| 2018 | "In the Name of Love"                                    | Winning Song | Venceu    | [ 11 ] |

### BMI R&B/Hip-Hop Awards
| Ano  | Indicação                     | Categoria                        | Resultado | Ref.   |
| ---- | ----------------------------- | -------------------------------- | --------- | ------ |
| 2017 | Me, Myself & I" (with G-Eazy) | Song of the Year                 | Venceu    | [ 12 ] |
| 2017 | Me, Myself & I" (with G-Eazy) | Most Performed R&B/Hip-Hop Songs | Venceu    | [ 12 ] |

## Bravo Otto
| Ano  | Indicação | Categoria           | Resultado | Ref.   |
| ---- | --------- | ------------------- | --------- | ------ |
| 2016 | Herself   | Super Female Singer | Indicado  | [ 13 ] |

## Country Music Association Awards
| Ano  | Indicação                                 | Categoria                 | Resultado | Ref.   |
| ---- | ----------------------------------------- | ------------------------- | --------- | ------ |
| 2018 | "Meant to Be" (with Florida Georgia Line) | Single of the Year        | Indicado  | [ 14 ] |
| 2018 | "Meant to Be" (with Florida Georgia Line) | Musical Event of the Year | Indicado  | [ 14 ] |

## CMT Music Awards
| Ano  | Indicação                                 | Categoria                       | Resultado | Ref.   |
| ---- | ----------------------------------------- | ------------------------------- | --------- | ------ |
| 2018 | "Meant to Be" (with Florida Georgia Line) | Video of the Year               | Indicado  | [ 15 ] |
| 2018 | "Meant to Be" (with Florida Georgia Line) | Collaborative Video of the Year | Indicado  | [ 15 ] |

## Edison Award
| Ano  | Indicação                                  | Categoria | Resultado | Ref.   |
| ---- | ------------------------------------------ | --------- | --------- | ------ |
| 2017 | "In the Name of Love" (with Martin Garrix) | Best Song | Venceu    | [ 16 ] |

## GAFFAAwards

### GAFFAAwards (Suécia)
| Ano  | Indicação | Categoria            | Resultado | Ref.   |
| ---- | --------- | -------------------- | --------- | ------ |
| 2019 | Herself   | Best Foreign New Act | Indicado  | [ 17 ] |

## Grammy Awards
| Ano  | Indicação                                 | Categoria                          | Resultado | Ref.          |
| ---- | ----------------------------------------- | ---------------------------------- | --------- | ------------- |
| 2019 | Herself                                   | Best New Artist                    | Indicado  | [ 18 ] [ 19 ] |
| 2019 | "Meant to Be" (with Florida Georgia Line) | Best Country Duo/Group Performance | Indicado  | [ 18 ] [ 19 ] |

## International Dance Music Awards
| Ano  | Indicação                                                | Categoria                         | Resultado | Ref.   |
| ---- | -------------------------------------------------------- | --------------------------------- | --------- | ------ |
| 2016 | "Hey Mama" (with David Guetta, Nicki Minaj and Afrojack) | Best R&B/Urban Dance Track        | Indicado  | [ 20 ] |
| 2016 | "Hey Mama" (with David Guetta, Nicki Minaj and Afrojack) | Best Rap/Hip Hop/Trap Dance Track | Venceu    | [ 20 ] |

## iHeartRadio Awards

### iHeartRadio Much Music Video Awards
| Ano  | Indicação                                 | Categoria          | Resultado | Ref.   |
| ---- | ----------------------------------------- | ------------------ | --------- | ------ |
| 2018 | "Meant to Be" (with Florida Georgia Line) | Song of the Summer | Indicado  | [ 21 ] |
| 2018 | "Meant to Be" (with Florida Georgia Line) | Best Collaboration | Venceu    | [ 21 ] |

### iHeartRadio Music Awards
| Ano  | Indicação                                                | Categoria                | Resultado | Ref.   |
| ---- | -------------------------------------------------------- | ------------------------ | --------- | ------ |
| 2016 | "Hey Mama" (with David Guetta, Nicki Minaj and Afrojack) | Dance Song of the Year   | Indicado  | [ 22 ] |
| 2018 | Bear Rexha                                               | Cutest Musician's Pet    | Indicado  | [ 23 ] |
| 2019 | "Meant to Be" (with Florida Georgia Line)                | Best Collaboration       | Indicado  | [ 24 ] |
| 2019 | "Meant to Be" (with Florida Georgia Line)                | Country Song of the Year | Venceu    | [ 24 ] |

## MTV Awards

### MTV Europe Music Awards
| Ano  | Indicação                                                | Categoria          | Resultado | Ref.   |
| ---- | -------------------------------------------------------- | ------------------ | --------- | ------ |
| 2015 | "Hey Mama" (with David Guetta, Nicki Minaj and Afrojack) | Best Collaboration | Indicado  | [ 25 ] |
| 2016 | Herself                                                  | Best New Act       | Indicado  | [ 26 ] |
| 2016 | Herself                                                  | Best Push Act      | Indicado  | [ 26 ] |
| 2016 | Herself                                                  | Best Look          | Indicado  | [ 26 ] |
| 2018 | "Meant to Be" (with Florida Georgia Line)                | Best Song          | Indicado  | [ 27 ] |
| 2019 | "Call You Mine" (with The Chainsmokers)                  | Best Collaboration | Indicado  | [ 28 ] |
| 2019 | Herself (Isle of MTV Malta 2019)                         | Best World Stage   | Indicado  |        |

### MTV Video Music Awards
| Ano  | Indicação                                    | Categoria          | Resultado | Ref.   |
| ---- | -------------------------------------------- | ------------------ | --------- | ------ |
| 2018 | "Meant to Be" (with Florida Georgia Line)    | Best Collaboration | Indicado  | [ 29 ] |
| 2019 | "Say My Name" (with David Guetta & J Balvin) | Best Dance Video   | Indicado  | [ 30 ] |
| 2019 | "Call You Mine" (with The Chainsmokers)      | Best Dance Video   | Venceu    | [ 30 ] |
| 2019 | "Call You Mine" (with The Chainsmokers)      | Song of the Summer | Indicado  | [ 30 ] |

## Nickelodeon Kids' Choice Awards
| Ano  | Indicação                                 | Categoria              | Resultado | Ref.   |
| ---- | ----------------------------------------- | ---------------------- | --------- | ------ |
| 2019 | "Meant to Be" (with Florida Georgia Line) | Favorite Collaboration | Indicado  | [ 31 ] |

## NRJ Music Awards
| Ano  | Indicação                                                | Categoria         | Resultado | Ref.   |
| ---- | -------------------------------------------------------- | ----------------- | --------- | ------ |
| 2015 | "Hey Mama" (with David Guetta, Nicki Minaj and Afrojack) | Video of the Year | Indicado  | [ 32 ] |

## Radio Disney Music Awards
| Ano  | Indicação                                 | Categoria             | Resultado | Ref.   |
| ---- | ----------------------------------------- | --------------------- | --------- | ------ |
| 2018 | Herself                                   | Best New Artist       | Venceu    | [ 33 ] |
| 2018 | "Meant to Be" (with Florida Georgia Line) | Best Collaboration    | Indicado  | [ 33 ] |
| 2018 | "Meant to Be" (with Florida Georgia Line) | Country Favorite Song | Venceu    | [ 33 ] |

## Songwriters Hall of Fame
| Ano  | Indicação | Categoria             | Resultado | Ref.   |
| ---- | --------- | --------------------- | --------- | ------ |
| 2012 | Herself   | Abe Olman Scholarship | Venceu    | [ 34 ] |

## Teen Choice Awards
| Ano  | Indicação                                                | Categoria                    | Resultado        | Ref.   |
| ---- | -------------------------------------------------------- | ---------------------------- | ---------------- | ------ |
| 2015 | "Hey Mama" (with David Guetta, Nicki Minaj and Afrojack) | Choice Collaboration         | Indicado         | [ 35 ] |
| 2018 | "Meant to Be" (with Florida Georgia Line)                | Choice Collaboration         | Indicado         | [ 36 ] |
| 2018 | "Meant to Be" (with Florida Georgia Line)                | Choice Country Song          | Predefinição:Win | [ 36 ] |
| 2019 | "Call You Mine" (with The Chainsmokers)                  | Choice Electronic/Dance Song | Indicado         | [ 37 ] |

## Victoria's Secret
| Ano  | Indicação | Categoria                 | Resultado | Ref.   |
| ---- | --------- | ------------------------- | --------- | ------ |
| 2017 | Herself   | Sexiest Rising Songstress | Venceu    | [ 38 ] |

## WDM Radio Awards
| Ano  | Indicação                                  | Categoria                | Resultado | Ref.   |
| ---- | ------------------------------------------ | ------------------------ | --------- | ------ |
| 2017 | "In the Name of Love" (with Martin Garrix) | Best Global Track        | Indicado  | [ 39 ] |
| 2018 | Herself                                    | Best Electronic Vocalist | Indicado  | [ 40 ] |